# Taxisblokád
A taxisblokád a benzináremelés elleni tüntetés volt Magyarországon 1990. október 25-28. között. A világgazdasági változások következtében 1990-ben a kőolaj világpiaci ára megduplázódott. Az október 23-ai 1956-os ünnepségek után, két nappal Antall József miniszterelnök kórházba vonulását követően, a magyarországi motorbenzin drasztikus áremelése elleni tüntetés (polgári engedetlenség) során több ezer taxis és fuvarozó bénította meg három napra Budapest és az ország több városának közúti közlekedését. A blokád ideje alatt csak a tűzoltók, a mentők, valamint az országból kivonuló szovjet csapatok közlekedhettek. Ez volt a rendszerváltás után demokratikus útra lépett Magyarország első komoly tömegtüntetése, a közlekedést országosan blokkoló demonstráció során senki sem tudhatta, hogyan fog reagálni az új államhatalom. A helyzet ugyan súlyos volt, de mind a rendőrség, mind a honvédség vezetői kijelentették, nem kívánnak erőszakhoz folyamodni.

## A blokád előzményei
Az Antall-kormány 1990. október 25-én, csütörtökön délután közel 65 százalékos benzináremelést jelentett be, ami azt jelentette, hogy az addigi 36-40 forintról 56-ra emelkedett a normál motorbenzin literenkénti ára (a bejelentést kormánytag nem vállalta fel, azt az Ipari Minisztérium szóvivőjére hárították). Az árszint az Irak kuvaiti inváziója miatt bekövetkező olajár-növekedés és a szovjet olajszállítás akadozása miatt tarthatatlanná vált. A kormány ezzel az intézkedéssel próbálta elrettenteni az embereket a nagymértékű felvásárlástól, mivel az országnak csak 3-4 napra elegendő olajtartaléka volt, bár Bod Péter Ákos akkori gazdasági miniszter azt javasolta: két lépésben hajtsák végre az áremelést. Az első híradás az esetlegesen várható áremelésről már Október 19-én megjelent a Népszavában, „Árulás: jön az 56-62 forintos benzin” címmel, amely elindított egy felvásárlást. A kormány egy rendkívüli vasárnapi kormányülésen döntötte el az áremelést 21-én, de a Népszabadság még 25-én is azzal a hírrel jelent meg, hogy „a kormány ülésének napirendjén nem szerepel a benzináremelés témája”.
A kormány eleinte képtelen volt kezelni a válságot. A kórházban lévő miniszterelnököt Horváth Balázs belügyminiszter helyettesítette. A tizenegy miniszterből négy külföldön tartózkodott.
A taxisok 25-én este kivonultak az Országház elé és követelték, hogy vonják vissza a döntést, mert így a megélhetésük kerül veszélybe. Siklós Csaba közlekedési miniszter azonban elutasította a követelésüket, mondván, nincs erre mód, az ország kényszerhelyzetben van. Erre a taxisok az utcára vonultak, és másnap reggelre az ország több pontján megbénították a forgalmat.

### Technikai feltételek
A taxisblokád sikere alapvetően két dolognak volt köszönhető: Az 1982-es piacnyitást követően 1990-ben Budapesten több taxis volt, mint New Yorkban: közel húszezren dolgoztak engedéllyel és legalább ötezren feketén. 2013-ban már csak hozzávetőlegesen hatezer taxi futott a főváros útjain. A siker másik tényezője az volt, hogy a taxisoknak olyan kommunikációs hálózatuk volt, amivel abban a korban csupán a rendőrség, a mentőszolgálat és a hadsereg rendelkezett. (Ők eleve a komolyabb URH rendszert használták.) Mobiltelefon híján a CB-rádió biztosította azt a kommunikációs rendszert, amely lehetővé tette az országot megbénító demonstrációt.
A CB-kommunikáció nem titkosított, tehát bárki (így a rendészeti szervek is) le tudja hallgatni, ennek ellenére a szervezés hatékony volt. Sokak szerint ez is oka volt az úgynevezett CEPT-szabvány 2002-es bevezetésének, amellyel az amatőr rádiózást engedélyhez kötötték, megnehezítve ezzel a CB-rádiózást is.

## A blokád időrendben
Október 25-én este fél 10-re dr. Barna Sándor, Budapest rendőrfőkapitánya a következőkben állapodott meg a taxisok képviselőjével, Horváth Pállal: a taxisok szabad közlekedést biztosítanak a Lánchídon, ennek fejében viszont a belügyminiszter már reggel 8 órakor tárgyalásokat kezd velük a benzin árának alakításáról. A taxisok megígérték azt is, hogy a többi hídon időnként átengednek járműveket.
Másnap, október 26-án délre az ország főútvonalain „összeomlott” a közlekedés, ám a taxisok megígérték, hogy továbbra is biztosítják az utak járhatóságát. Közben az Árpád híd pesti hídfőjénél rendőri erődemonstráció kezdődött, de a többezres tömeg nem engedte át a rendőröket a hídon. Horváth Balázs belügyminiszter utasítására a rendőrség meghátrált. Később Barna Sándor, Budapest rendőrfőkapitánya kijelentette: amennyiben parancsot kap a tömegek elleni erőszakos fellépésre, lemond tisztségéről.
Este 6 órára a tárgyalások újrakezdődtek, a kormány szerint egy általános üzemanyagár-visszaállításra nincs lehetőség, azonban léteznek olyan technikai megoldások, amelyek megkönnyíthetik a taxisok munkáját. Göncz Árpád akkori köztársasági elnök este beszédet tartott a televízióban, amelyben felkéri a kormányt a tárgyalások folytatására, annak végéig az áremelés felfüggesztésére, a taxisokat a blokád feloldására, és mindenkit bölcsességre és megfontoltságra.
Október 27-én, szombat hajnalra ideiglenes megállapodás született, ennek értelmében a taxisok felfüggesztik a blokádot, és vasárnap délelőtt folytatják a tárgyalásokat az Érdekegyeztető Tanáccsal együtt. A taxisok többsége, többek között az SZDSZ-es politikusok bátorítására, ezzel nem értett egyet, és tovább folytatták a tüntetést. Mindeközben az országban az autós közlekedés szintén megbénult, buszok sem tudtak közlekedni. Nem volt rendes az élelmiszer-ellátás, volt ahol 4-5 órákat kellett sorba állni a kenyérért.
Szombaton délután 3-kor Ausztria üzemanyagszállítmányokat ajánlott fel Magyarországnak azonnali segítségként az üzemanyag-áremelés és az útlezárások miatt kialakult helyzet enyhítésére.
Este 10 órakor a kormány bejelentette, hogy reális lehetőséget lát literenként 10–12 forintos kedvezményre, illetve kompenzációra, szakmai tárgyalások során megállapítandó mennyiségi keretek között. A nyugodt érdekegyeztetésnek azonban feltétele, hogy az útelzárások az egész országban megszűnjenek.
Ám este 11-kor a Belügyminisztérium kiadott egy, a korábbi nyugodt megállapodással ellentétes, erőszakos hangvételű közleményt az országos rendőrfőkapitány, Szabó Győző aláírásával, amelyben a taxisokat felszólították a blokád beszüntetésére. A feszült helyzetet a Magyar Televízió Napzárta című műsora oldotta fel, amelyben Szabó Győző egyértelműen kijelentette, hogy nem lesz erőszakos rendőri beavatkozás a taxisokkal szemben.
Október 28-a, vasárnap este 9 óra: A dél óta tartó többszöri érdekegyeztető tárgyalásokon elfogadták a 12 forintos literenkénti kompenzációt, ezután a taxisok megszüntették a blokádot, és az utak felszabadultak. Késő este Antall József miniszterelnök a kórházból adott "pizsamás interjút" a Magyar Televíziónak, amiben reagált az akut gazdaságpolitikai helyzetre.
A kormány a benzin és gázolaj kiskereskedelmi forgalmazásának költségeit végül hatósági árasról szabadárasra változtatta.

## Politikai vonatkozások
Ezt követően a Országgyűlés tavaszi ülésszakán Göncz Árpád köztársasági elnök a parlament elé terjesztette a közkegyelem gyakorlásáról szóló törvényjavaslatot. A törvénynek aktualitást adó taxisblokádnak országosan több százezer résztvevője volt, akik a hatályos törvények alapján bűncselekményeket követtek el, mivel a tüntetést nem jelentették be 72 órával annak kezdete előtt, illetve közérdekű üzem működését bénították meg. A közkegyelemről szóló törvény megalkotásával az állam lemondott felelősségre vonásukról.
Az elégedetlenségi mozgalomba bekapcsolódtak a pártok is: az ellenzékben lévő SZDSZ politikusai a barikádokon szónokoltak, az MDF pedig a kormány melletti szimpátiatüntetést szervezett.
Az ellenzékben lévő Fidesz frakcióvezetője, Orbán Viktor a háromnapos válság után a parlamentben elmondott beszédében úgy fogalmazott: hazudott a kormány, mivel még a bejelentés előtt is tagadta, hogy áremelésre készül.

## A művészetben
- Tősér Ádám Blokád című magyar filmdrámája (2022) (Oscar-díjra nevezett alkotás)[16][17][18]

## Szóbeszédek, elméletek
A rendszerváltás utáni első komoly kormányellenes megmozdulás sok szempontból különlegesnek számított, természetesnek vehető, hogy ezzel kapcsolatban számos téves információ, vagy a valóságot szándékosan elferdítő legenda maradt a köztudatban. Ezeket nem lehet mindig egyértelműen bizonyítani vagy megcáfolni.
- Horváth Balázs ittas volt, amikor a parlament ablakában megjelent:

A felvételeken látható, hogy valóban megbillen, ebből következtethetnek erre, viszont a munkatársai visszaemlékezései szerint, egy székre állt fel, és a többiek megragadták hátulról, hogy ki ne essen, emiatt tűnik úgy, mintha elveszítené az egyensúlyát. Ugyanakkor, mikor Juszt Lászlónak nyilatkozik a TV Híradó kamerája előtt, beszéde láthatóan szétesett, zavaros.
- A blokád ellen a kormány részéről a Honvédség bevetését tervezték, erőszakosan akartak fellépni a tüntetőkkel szemben; „lövetni akartak”:

A kormány a taxisokkal való egyezkedés mellett párhuzamosan valóban felmérte, hogyan lehetne felszámolni az úttorlaszokat, és mivel a rendőrségnek nem voltak olyan eszközei, amelyekkel meg tudták volna oldani, szóba került a Honvédség emelődarus teherautóinak alkalmazása. Horváth Balázs belügyminiszter kijelentette, hogy minden törvényes eszközzel helyreállítja a rendet (barátai között azonban „viccesen” azt is mondta: „bedobjuk őket a Dunába”). Ugyanakkor már a háttéregyeztetések során kiderült, hogy a Honvédség vezetősége részéról nincs együttműködési szándék, és Göncz Árpád köztársasági elnök sem értett egyet a közreműködéssel. A kezdeti rendőri erődemonstrációt sem követte több.
- A kormány szerette volna előkészíteni a benzináremelést, elmagyarázni, miért van rá szükség, és nem tehet arról, hogy ez váratlanul érte az embereket (például: Antall József beszédéből, amit a Magyar Televízió nem engedett adásba, megérthették volna, és nem okozott volna ekkora felháborodást).

A kormány tisztában volt az ország nehéz gazdasági helyzetével, azonban a Kádár-korszakból örökölt tanácsrendszer lecserélésére kiírt első önkormányzati választások előtt erről szándékosan nem kommunikált, hogy ne rontsa a kormánypártok esélyét. Amikor kiderült, hogy az ország tartalékai már csak néhány napra elegendők, szándékosan döntöttek az azonnali emelés bejelentéséről (21-én döntöttek, 25-én jelentették be), mert egy előzetes bejelentés felvásárlási rohamot okozott volna. Az MTI az áremelés napján délelőtt még azt a hírt közölte, hogy ez nincs napirenden a kormányülésen, majd délután mégis bejelentették azt. Az árváltozás mértéke önmagában is sokkoló volt. (Az Antall József kérésére elkészült „interjút” az MTV elnöke a választások előtt, szeptemberben valóban nem engedte adásba, és utána is a kiegyensúlyozott tájékoztatásra hivatkozva csak úgy, ha Göncz Árpáddal is készül ilyen és ezzel együtt kerül bemutatásra, azonban az interjút Göncz lemondta. Antall ugyan fél órán keresztül beszélt a súlyos gazdasági helyzetről és az eladósodottságáról, a piacgazdaság szükségességéről, a befektetők bizalmáról; azonban arról egyáltalán nem beszélt, hogy a kormány ennélfogva drasztikus áremelésekre kényszerül.)
- A blokád nem spontán reakció volt (az ellenzék / a volt rendszer titkosügynökei / a CIA kormányellenes tevékenysége):

Klasszikus összeesküvés-elmélet (konteó), amely a történésekből visszamenőlegesen feltételezéseket von le, és azokat tényként kezelve következtet a szervezkedésre. Például a korábbi állambiztonsági hivatal elbocsátott munkatársai közül sokan taxisként keresték kenyerüket, ezért biztosra vehető, hogy kihasználták az elégedetlenséget és a CB-rádiók nyújtotta lehetőségeket egy puccskísérletre (sőt mivel a szervezkedés országos szintű volt, ezért biztos, hogy fel is erősítették a rádiókészülékeket). Például a külföldi titkosszolgálatok élénken érdeklődtek a demokratikus átalakulási folyamatokról, így politikusokkal is tartották a kapcsolatokat, ezért biztosra vehető, hogy ők befolyásolták, irányították is a politikusokat. Például: SZDSZ-esek a taxisok oldalán kiálltak a törvénytelen blokád mellett az utcán, ezért biztosra vehető, hogy már előtte is törvénytelenül szervezkedtek a kormány ellen; stb. Arra a tényre, hogy ezek mind hipotézisek és nincsenek rájuk bizonyítékok, az elméletek támogatói szintén úgy tekintenek, hogy azok a szervezettséget támasztja alá, hiszen jól megszervezve elrejtették, és eltitkolják a bizonyítékokat. Az elmélet támogatói sokszor azokra a kérdésekre sem próbálnak észszerű magyarázatot adni, hogy egy sikeres puccs után például hogyan kerülhettek volna vissza állásaikba a volt ügynökök, például a külföldi államoknak milyen haszna lett volna belőle, vagy például az SZDSZ hogyan tudott volna kormányt alakítani. Arra a kérdésre, hogy ha ilyen jól szervezettek voltak, akkor miért nem sikerült a puccs, gyakran az a válasz, hogy ez csak a szerencsén múlt, illetve ilyen ügyesen kezelte a helyzetet az Antall-kormány.